# Gewerkschaft der Privatangestellten
Die Gewerkschaft der Privatangestellten war mit 285.600 Mitgliedern die größte Teilgewerkschaft des Österreichischen Gewerkschaftsbundes. Die GPA verstand sich als pluralistische Organisation, die die Interessen der verschiedensten Angestelltengruppen und auch der Schüler und Studierenden im Bereich Politik und Wirtschaft auf gesellschaftlicher und kultureller Ebene vertrat. Im April 2005 wurde Wolfgang Katzian zum GPA-Vorsitzenden gewählt und folgte damit Hans Sallmutter nach. 2007 fusionierte die GPA mit der djp (Druck, Journalismus, Papier) zur GPA-djp und wurde im November 2020 nach einem Namenswechsel zur Gewerkschaft GPA.